# 劳特 (巴伐利亚州)
劳特（德語：Lauter，發音：[ˈlaʊtɐ] ⓘ）是德国巴伐利亚州上弗兰肯行政区班贝格县的市镇，面积12.4平方千米，2023年12月31日人口为1,203人。